# Arcidiecéze granadská
Arcidiecéze granadská (šp. Archidiócesis de Granada) je římskokatolická metropolitní arcidiecéze ve Španělsku, jejíž sídlo je v Granadě. Její katedrálou je kostel Vtělení Páně (Zvěstování). Diecéze granadská vznikla již ve 3. století, po dobytí Granady katolickými králi v roce 1492 ji papež Alexandr VI. povýšil na arcidiecézi. 

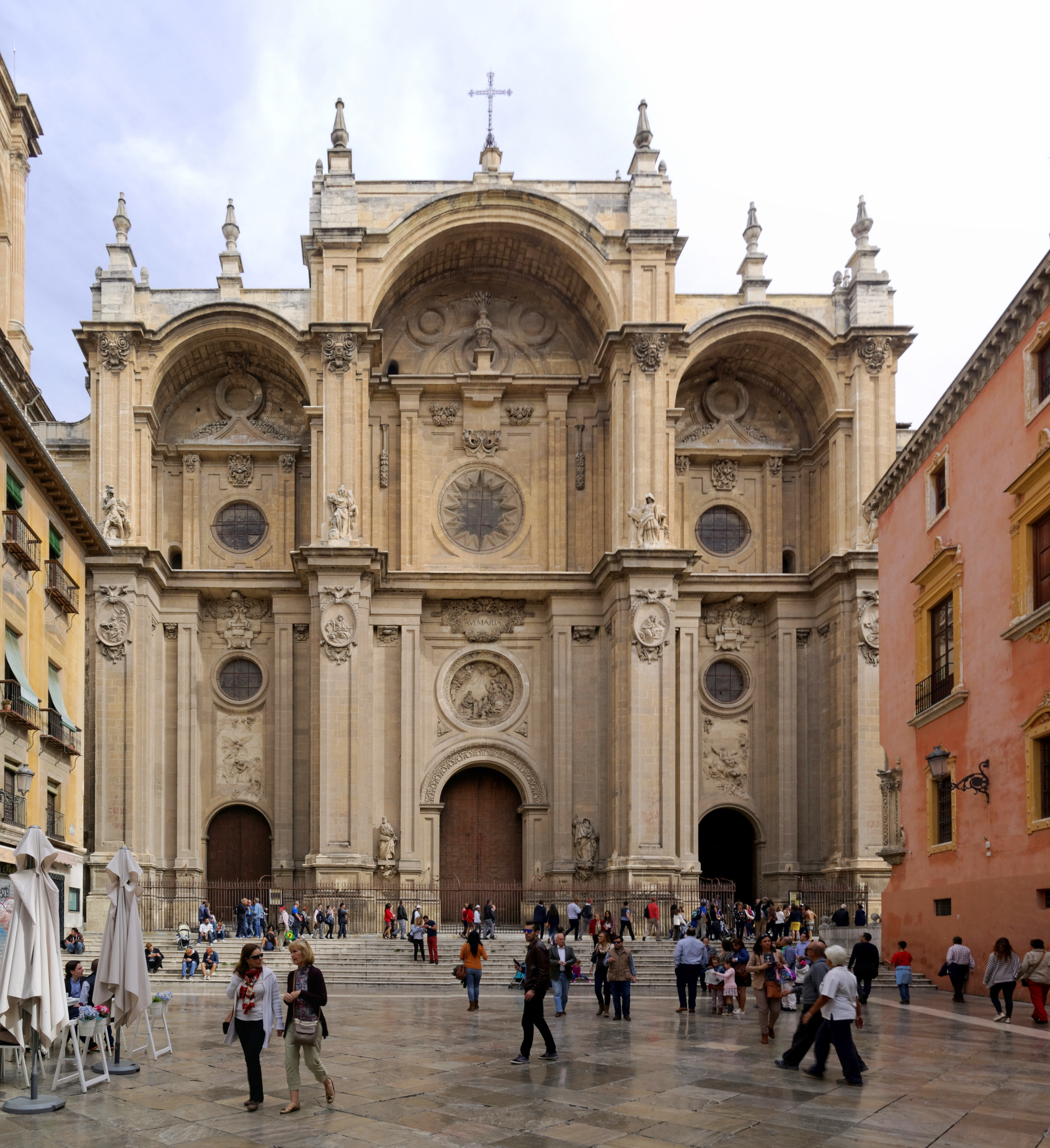
Granadský katedrála Vtělení Páně